# Sayed Baqer
Sayed Baqer (en árabe: سيد مهدي باقر‎; Manama, Baréin, 14 de abril de 1994) es un futbolista de Baréin que juega en la posición de defensa. Desde el 2019 juega en el Riffa SC de la Liga Premier de Baréin.

## Carrera

### Club
| Periodo   | Club           |
| --------- | -------------- |
| 2015-2017 | Al-Ahli Manama |
| 2017–2018 | Al-Najma       |
| 2018–2019 | Al-Nasr Kuwait |
| 2019–     | Riffa SC       |

### Selección nacional
Baqer debutó con Baréin el 7 de octubre de 2016 en una victoria por 3–1 ante Filipinas en un partido amistoso. Baqer fue seleccionado para jugar en la Copa Asiática 2019 en los Emiratos Árabes Unidos.
El 14 de noviembre de 2019 Baqer provocó a los aficionados de Hong Kong con un gesto de simular la forma de los ojos de los chinos en el partido de la clasificación de AFC para la Copa Mundial de Fútbol de 2022 entre Hong Kong y Baréin. El 19 de diciembre de 2019 la FIFA suspendió a Baqer por 10 partidos y multado con CHF 30,000 como castigo por su conducta discriminatoria.

## Logros
- Liga Premier de Baréin (3): 2019, 2021, 2022
- Copa del Rey de Baréin (3): 2018, 2019, 2021
- Supercopa de Baréin (2): 2019, 2021